# Municipio de Moltke (Míchigan)
El municipio de Moltke (en inglés: Moltke Township) es un municipio ubicado en el condado de Presque Isle en el estado estadounidense de Míchigan. En el año 2010 tenía una población de 296 habitantes y una densidad poblacional de 3,37 personas por km².

## Geografía
El municipio de Moltke se encuentra ubicado en las coordenadas 45°24′24″N 83°56′49″O / 45.40667, -83.94694. Según la Oficina del Censo de los Estados Unidos, el municipio tiene una superficie total de 87.91 km², de la cual 87,84 km² corresponden a tierra firme y (0,08 %) 0,07 km² es agua.

## Demografía
Según el censo de 2010, había 296 personas residiendo en el municipio de Moltke. La densidad de población era de 3,37 hab./km². De los 296 habitantes, el municipio de Moltke estaba compuesto por el 95,27 % blancos, el 3,38 % eran afroamericanos y el 1,35 % eran de una mezcla de razas. Del total de la población el 0,34 % eran hispanos o latinos de cualquier raza.